# Vertriebsstelle und Verlag Deutscher Bühnenschriftsteller und Bühnenkomponisten
Die Vertriebsstelle und Verlag Deutscher Bühnenschriftsteller und Bühnenkomponisten (VVB) ist einer der ältesten Verlage für Theaterstücke im deutschsprachigen Raum.
Der Verlag wurde 1908 in Berlin gegründet, die Wurzeln reichen bis in das Jahr 1843 zurück. Heute ist der Firmensitz in Norderstedt.

## Wichtige Theaterautoren des Verlags (Auswahl)
- Angelika Bartram
- Florian Battermann[1]
- Ray Cooney
- Michael Cooney
- Konrad Hansen
- Frank Pinkus
- Jack Popplewell
- Ingo Sax
- Tony Dunham